# Jukka Raitala
Jukka Raitala est un footballeur international finlandais né le 15 septembre 1988 à Kerava en Finlande. Il joue au poste de défenseur à l'IF Gnistan.

## Biographie

### Carrière en club

#### Jeunesse
Raitala rejoint l'équipe junior du Keravan Pallo-75 à l'âge de sept ans. Il y joue pendant dix ans avant de rejoindre le HJK Helsinki en 2005. Après un an seulement, il est promu dans l'équipe réserve de l'HJK, le Klubi-04.

#### HJK Helsinki
En 2007, il fait sa première apparition en équipe première à l'âge de dix-huit ans et devint lors titulaire dans l'équipe. Son succès avec l'équipe nationale finlandaise de football des moins de 21 ans et au sein du HJK Helsinki fait de lui un joueur important en Finlande. Pendant longtemps, Raitala refuse de signer un nouveau contrat avec le HJK, mais après son exclusion de l'équipe, il est contraint de prolonger son contrat jusqu'en 2011 En 2008, le club allemand du Greuther Fürth supervise le joueur à Helsinki. En octobre, le magazine sportif finlandais IS Veikkaaja informe que l'AEK Athènes, l'Ajax Amsterdam et le TSG Hoffenheim le surveillent également. Dans Greek Day News, Raitala déclare qu'il est intéressé pour un potentiel transfert à l'AEK, renforcé par le fait que son ami Përparim Hetemaj joue là-bas. En novembre, West Bromwich Albion l'invite pour une période d'essai. Raitala ne fait cependant jamais le voyage et déclare qu'il ne voulait pas risquer du temps de jeu en se déplaçant et souhaitait une place garantie au vu de l'Euro espoirs 2009. En janvier 2009, Newcastle United l'invite pour un essai d'une semaine avec son équipe première. Le magazine IS Veikkaaja annonce que l'Udinese Calcio et le Middlesbrough FC supervisent le joueur. En avril 2009, le média Express.de déclare que Raitala est le choix premier du 1. FC Cologne pour remplacer Pierre Womé comme arrière gauche. Le 21 avril 2009, Raitala prolonge finalement avec un contrat de trois ans avec l'HJK. En mai 2009, l'Ajax Amsterdam, le PSV Eindhoven, le Bayer Leverkusen, l'AZ Alkmaar et les Girondins de Bordeaux surveillent le profil de Raitala.

#### TSG Hoffenheim
Le 31 août 2009, Raitala rejoint le TSG Hoffenheim sous forme de prêt d'une saison, avec une option d'achat. Le 15 mars 2010, Raitala fait ses débuts en Bundesliga  en tant que défenseur droit face au Werder Brême. Le 1er avril 2010, Hoffenheim obtient son transfert et sa signature pour quatre ans. Le 31 août suivant, il est prêté au SC Paderborn 07, club de 2. Bundesliga. Il y disputera vingt-neuf matches de championnat au total.

#### CA Osasuna
Le 28 juillet 2011, il est de nouveau été prêté, cette fois-ci au club de Liga du CA Osasuna, les Espagnols disposant une option d'achat pour 1,25 million d'euros à la fin de la saison. Le 28 août 2011, Raitala fait ses débuts en tant que défenseur gauche contre l'Atlético Madrid. Bien qu'il soit titulaire lors des cinq premiers matchs de championnat, il perd sa place face au joueur formé au club Eneko Satrústegui.

#### FC Vestsjælland & AaB
En 2015, Raitala joue au Danemark. Il signe un contrat de six mois avec le FC Vestsjælland. Le club est relégué, mais les médias danois décrivent Raitala comme un élément essentiel du club[réf. nécessaire]. À l'été 2015, Raitala signe pour l'Aalborg BK. Raitala dispute les trois premiers matchs et délivre une passe décisive. Mais la concurrence à son poste est trop forte et le 30 novembre 2015, le directeur sportif Allan Gaarde, annonçe que Raitala doit trouver un nouveau club[réf. nécessaire].

#### Carrière en MLS
Le 23 décembre 2016, Raitala débute en Major League Soccer après un transfert au Crew de Columbus  pour la saison 2017. Le 12 décembre 2017, Raitala est choisi par le Los Angeles FC lors du repêchage d'expansion. Quelques heures plus tard, il est échangé à l'Impact de Montréal avec Raheem Edwards contre Laurent Ciman qui rejoint la Californie. Avant le début de la saison 2020 de l'Impact de Montréal, Raitala est nommé capitaine de la formation québécoise. À l'issue de cette même saison, son contrat n'est pas renouvelé et il se retrouve alors agent libre. Il rejoint cependant Minnesota United le 28 janvier 2021.

### Carrière en sélection
Jukka Raitala honore sa première sélection en équipe de Finlande le 4 février 2009 lors d'un match amical face au Japon. Le match se soldera par une victoire japonaise 5-1.
Il est par la suite membre des vingt-six joueurs sélectionnés par Markku Kanerva pour disputer l'Euro 2020, première compétition internationale officielle pour les Finlandais. Le 12 juin 2021, il est titulaire pour le premier match de la Finlande à l’Euro 2020. Cette rencontre est malheureusement célèbre pour avoir vu le malaise cardiaque de Christian Eriksen. Raitala dispute la totalité des matchs du tournoi face à la Russie (défaite 0-1) , la Belgique (défaite 0-2) et le Danemark donc (victoire 0-1). Les Finlandais sont éliminés dès la phase de groupes.
Le 20 septembre 2022 après 63 matchs disputés, il prend sa retraite internationale.

## Palmarès
HJK Helsinki :
- Champion de Finlande en 2009 et 2022.
- Vainqueur de la Coupe de Finlande en 2008.

 Impact de Montréal
- Vainqueur du Championnat canadien en 2019.

## Statistiques
| Saison                | Club                       | Championnat           | Championnat | Championnat | Coupe nationale | Coupe nationale | Coupe de la Ligue | Coupe de la Ligue | Compétition(s) continentale(s) | Compétition(s) continentale(s) | Compétition(s) continentale(s) | Séries | Séries | Finlande | Finlande | Total | Total |
| Saison                | Club                       | Division              | M.          | B.          | M.              | B.              | M.                | B.                | Comp.                          | M.                             | B.                             | M.     | B.     | M.       | B.       | M.    | B.    |
| 2006                  | Klubi-04                   | Ykkönen               | 22          | 0           | 0               | 0               | 0                 | 0                 | -                              | -                              | -                              | -      | -      | -        | -        | 22    | 0     |
| 2007                  | HJK Helsinki               | Veikkausliiga         | 23          | 0           | 0               | 0               | 0                 | 0                 | C3                             | 4                              | 0                              | -      | -      | -        | -        | 27    | 0     |
| 2008                  | HJK Helsinki               | Veikkausliiga         | 23          | 0           | 0               | 0               | 0                 | 0                 | -                              | -                              | -                              | -      | -      | -        | -        | 23    | 0     |
| 2009                  | HJK Helsinki               | Veikkausliiga         | 20          | 0           | 0               | 0               | 0                 | 0                 | C3                             | 2                              | 0                              | -      | -      | 1        | 0        | 23    | 0     |
| 2009-2010             | TSG 1899 Hoffenheim (prêt) | Bundesliga            | 2           | 0           | 0               | 0               | -                 | -                 | -                              | -                              | -                              | -      | -      | 1        | 0        | 3     | 0     |
| 2010-2011             | SC Paderborn 07 (prêt)     | 2. Bundesliga         | 29          | 0           | 0               | 0               | -                 | -                 | -                              | -                              | -                              | -      | -      | 3        | 0        | 32    | 0     |
| 2011-2012             | CA Osasuna (prêt)          | La Liga               | 17          | 0           | 2               | 0               | -                 | -                 | -                              | -                              | -                              | -      | -      | 9        | 0        | 28    | 0     |
| 2012-2013             | SC Heerenveen              | Eredivisie            | 18          | 0           | 2               | 0               | -                 | -                 | C3                             | 3                              | 0                              | 2      | 0      | 7        | 0        | 32    | 0     |
| 2013-2014             | SC Heerenveen              | Eredivisie            | 2           | 0           | 0               | 0               | -                 | -                 | -                              | -                              | -                              | -      | -      | 3        | 0        | 5     | 0     |
| 2014-2015             | SC Heerenveen              | Eredivisie            | 6           | 1           | 1               | 0               | -                 | -                 | -                              | -                              | -                              | -      | -      | 0        | 0        | 7     | 1     |
| 2014-2015             | FC Vestsjælland            | Superliga             | 15          | 0           | 4               | 0               | -                 | -                 | -                              | -                              | -                              | -      | -      | 2        | 0        | 21    | 0     |
| 2015-2016             | Aalborg BK                 | Superliga             | 5           | 0           | 1               | 0               | -                 | -                 | -                              | -                              | -                              | -      | -      | 0        | 0        | 6     | 0     |
| 2016                  | Sogndal                    | Tippeligaen           | 28          | 1           | 0               | 0               | -                 | -                 | -                              | -                              | -                              | -      | -      | 10       | 0        | 38    | 1     |
| 2017                  | Crew SC de Columbus        | MLS                   | 28          | 0           | 0               | 0               | -                 | -                 | -                              | -                              | -                              | 2      | 0      | 3        | 0        | 33    | 0     |
| 2018                  | Impact de Montréal         | MLS                   | 28          | 1           | 2               | 0               | -                 | -                 | -                              | -                              | -                              | -      | -      | 5        | 0        | 35    | 1     |
| 2019                  | Impact de Montréal         | MLS                   | 26          | 0           | 5               | 0               | -                 | -                 | -                              | -                              | -                              | -      | -      | 7        | 0        | 38    | 0     |
| 2020                  | Impact de Montréal         | MLS                   | 16          | 0           | 0               | 0               | -                 | -                 | LCC                            | 2                              | 0                              | -      | -      | 2        | 0        | 20    | 0     |
| 2021                  | Minnesota United           | MLS                   | 9           | 0           | -               | -               | -                 | -                 | -                              | -                              | -                              | -      | -      | 11       | 0        | 20    | 0     |
| 2022                  | HJK Helsinki               | Veikkausliiga         | 23          | 0           | 1               | 0               | 3                 | 0                 | C1+C3                          | 4+9                            | 0                              | -      | -      | 0        | 0        | 40    | 0     |
| Total sur la carrière | Total sur la carrière      | Total sur la carrière | 340         | 3           | 18              | 0               | 3                 | 0                 | -                              | 24                             | 0                              | 4      | 0      | 64       | 0        | 453   | 3     |